# Copa Libertadores Femenina 2019
La Copa Libertadores Femenina 2019, denominada oficialmente Copa Conmebol Libertadores Femenina 2019, fue la undécima edición del mayor campeonato de clubes femeninos en Sudamérica organizado por la Conmebol. 
El campeón de esta edición fue el club Corinthians de Brasil, que logró su segundo título en este torneo.

## Equipos
La competición por primera vez tuvo 16 equipos: los campeones de las 10 asociaciones que conforman la CONMEBOL, el campeón de la edición anterior, un equipo adicional del país anfitrión; y un representante adicional de las cuatro federaciones que han obtenido un campeón, hasta la edición 2018: CBF, APF, FCF, y FFCh.

## Formato
Los 16 equipos fueron divididos en 4 grupos de 4 equipos cada uno, donde se jugaron un total de 3 fechas clasificando a cuartos de final los ganadores y los segundos de cada grupo, para luego enfrentarse en eliminación directa hasta llegar a la final.

## Equipos participantes
En cursiva los equipos debutantes en el torneo.
| País                               | Equipo                                                 | Vía de clasificación |
| ---------------------------------- | ------------------------------------------------------ | --- |
| Argentina 1 cupo                   | UAI Urquiza                                            | Campeón del Torneo Argentino 2018-19 |
| Bolivia 1 cupo                     | Mundo Futuro                                           | Campeón del Campeonato Nacional de clubes de Fútbol de femenino                                                                                  |
| Brasil 2 cupos                     | Corinthians* Ferroviária*                              | Ganador del Campeonato Brasileño 2018 4° lugar del Campeonato Brasileño 2018                                                                     |
| Chile 2 cupos                      | Santiago Morning Colo-Colo                             | Ganador del Campeonato Nacional de Chile 2018 Ganador del Play-offs para la Copa Conmebol Libertadores 2019                                      |
| Colombia 2 cupos + campeón vigente | Atlético Huila América de Cali Medellín Formas Íntimas | Campeón de la Copa Libertadores Femenina 2018 Campeón de la Liga Profesional de Colombia 2019 Subcampeón de la Liga Profesional de Colombia 2019 |
| Ecuador 2 cupos                    | Deportivo Cuenca Ñañas                                 | Campeón de la Superliga de Ecuador 2019 Subcampeón de la Superliga de Ecuador 2019                                                               |
| Paraguay 2 cupos                   | Cerro Porteño Libertad-Limpeño*                        | Campeón del Campeonato Paraguayo 2018 Cupo Paraguay 2                                                                                            |
| Perú 1 cupo                        | Municipalidad de Majes                                 | Campeón de la Copa Perú 2018 |
| Uruguay 1 cupo                     | Peñarol                                                | Campeón del Campeonato Uruguayo 2018 |
| Venezuela 1 cupo                   | Estudiantes de Caracas                                 | Ganador de la Superliga de Venezuela 2019 |

*Corinthians hace su debut. Anteriormente, el equipo masculino auspició a Grêmio Osasco Audax (de Osasco), quien fue Campeón del certamen 2017 con el seudónimo "Audax Corinthians" Esto generó que el club deportivo creara su rama femenina en 2018.
*Rio Preto tendría que participar en la Copa Conmebol Libertadores Femenina 2019, en condición de Subcampeón del Brasilerao Femenino A1 2018, pero cerraron su sección femenina. Es por ello que el Flamengo, que terminó ubicándose en 3° lugar, era el que ocuparía su puesto. Asimismo, el Flamengo desistió de participar, ya que el cuadro carioca (en asociación con la Marina de Brasil) prefirió participar en los Juegos Mundiales Militares 2019. Es por ello que la CBF decidió que el cuadro de Ferroviária (de Araraquara), equipo que terminaría en el 4° puesto del Brasilerao Femenino A1 2018, fuera el que participaría en la Copa Conmebol Libertadores Femenina 2019.
*En esta ocasión, Libertad participará en asociación con Club Sportivo Limpeño, campeón del certamen 2016. Entonces, estaría yendo un combinado y no un club.
*En esta ocasión, Independiente Medellín participará en asociación con Club Deportivo Formas Íntimas, equipo que ya participó en ediciones anteriores de la Copa Libertadores (2010 a 2016).

## Sedes
| Quito                      | Quito                       |
| -------------------------- | --------------------------- |
| Estadio Olímpico Atahualpa | Estadio Rodrigo Paz Delgado |
| Capacidad: 40 000          | Capacidad: 41 575           |
|                            |                             |

## Sorteo
El sorteo del torneo se llevó a cabo el 30 de septiembre de 2019, a las 16:00 (UTC-5), en el Mercure Hotel Alameda en Quito, se decidió que los cabezas de serie serán el campeón vigente de la Copa Libertadores Femenina 2018, el campeón de Ecuador, el campeón de Brasil y el campeón de Chile.
| Bombo 1                                                              | Bombo 2                                                  | Bombo 3                                                                   | Bombo 4                                                                |
| -------------------------------------------------------------------- | -------------------------------------------------------- | ------------------------------------------------------------------------- | ---------------------------------------------------------------------- |
| - Atlético Huila - Deportivo Cuenca - Corinthians - Santiago Morning | - UAI Urquiza - Estudiantes de Caracas - Ñañas - Peñarol | - Municipalidad de Majes - Cerro Porteño - Mundo Futuro - América de Cali | - Ferroviária - Colo-Colo - Medellín Formas Íntimas - Libertad-Limpeño |

## Fase de grupos

### Grupo A
| Equipo         | Pts. | PJ | PG | PE | PP | GF | GC | Dif. |
| -------------- | ---- | -- | -- | -- | -- | -- | -- | ---- |
| Atlético Huila | 9    | 3  | 3  | 0  | 0  | 8  | 2  | 6    |
| Cerro Porteño  | 6    | 3  | 2  | 0  | 1  | 4  | 5  | -1   |
| Peñarol        | 1    | 3  | 0  | 1  | 2  | 3  | 5  | -2   |
| Colo-Colo      | 1    | 3  | 0  | 1  | 2  | 5  | 8  | -3   |

| 11 de octubre de 2019, 17:00 | Atlético Huila                       | 2:1 (2:1) | Peñarol          | Estadio Olímpico Atahualpa, Quito |                        |
|                              | Jésicca Peña 38' · Ivonne Chacón 40' | Reporte   | Jemina Rolfo 28' | Árbitra: María Cornejo            | Árbitra: María Cornejo |

| 11 de octubre de 2019, 19:30 | Cerro Porteño                                  | 3:2 (2:2) | Colo-Colo                                 | Estadio Olímpico Atahualpa, Quito |                          |
|                              | Dahiana Bogarin 21', 45+1' · Martha Agüero 72' | Reporte   | Yastin Jiménez 24' · Nathalie Quezada 44' | Árbitra: Emikar Calderas          | Árbitra: Emikar Calderas |

| 15 de octubre de 2019, 17:00 | Atlético Huila                                 | 3:0 (1:0) | Cerro Porteño | Estadio Olímpico Atahualpa, Quito |                         |
|                              | Carolina Arbeláez 45+4' · Kena Romero 49', 61' | Reporte   |               | Árbitra: Adriana Farfán           | Árbitra: Adriana Farfán |

| 15 de octubre de 2019, 19:30 | Peñarol                | 2:2 (0:0) | Colo-Colo                                | Estadio Olímpico Atahualpa, Quito |                         |
|                              | Lourdes Viana 69', 77' | Reporte   | Isidora Olave 54' · Fernanda Hidalgo 84' | Árbitra: Estela Álvarez           | Árbitra: Estela Álvarez |

| 18 de octubre de 2019, 17:00 | Colo-Colo            | 1:3 (1:1) | Atlético Huila                             | Estadio Olímpico Atahualpa, Quito |                           |
|                              | Fernanda Hidalgo 20' | Reporte   | Kena Romero 22', 76' · Sindy Constante 51' | Árbitra: Priscila Vásquez         | Árbitra: Priscila Vásquez |

| 18 de octubre de 2019, 17:00 | Peñarol | 0:1 (0:0) | Cerro Porteño       | Estadio Rodrigo Paz Delgado, Quito |                                  |
|                              |         | Reporte   | Alexia da Silva 85' | Árbitra: Rejane Caetano da Silva   | Árbitra: Rejane Caetano da Silva |

### Grupo B
| Equipo                 | Pts. | PJ | PG | PE | PP | GF | GC | Dif. |
| ---------------------- | ---- | -- | -- | -- | -- | -- | -- | ---- |
| Deportivo Cuenca       | 9    | 3  | 3  | 0  | 0  | 10 | 3  | +7   |
| Ferroviária            | 6    | 3  | 2  | 0  | 1  | 15 | 4  | +11  |
| Estudiantes de Caracas | 3    | 3  | 1  | 0  | 2  | 4  | 7  | -3   |
| Mundo Futuro           | 0    | 3  | 0  | 0  | 3  | 2  | 17 | -15  |

| 11 de octubre de 2019, 17:00 | Deportivo Cuenca           | 3:1 (0:0) | Estudiantes de Caracas | Estadio Rodrigo Paz Delgado, Quito |                        |
|                              | Madelin Riera 59', 81' 87' | Reporte   | Hilaris Villasana 89'  | Árbitra: Dione Rissios             | Árbitra: Dione Rissios |

| 11 de octubre de 2019, 19:30 | Mundo Futuro        | 1:10 (0:4) | Ferroviária                                                                                                  | Estadio Rodrigo Paz Delgado, Quito |                           |
|                              | Emilie Doerksen 71' | Reporte    | Nathane 8', 9', 47', 53', 60' · Rosana 13' · Rafa Mineira 41', 90+1' · Luana Sartório 49' · Aline Milene 63' | Árbitra: Vanessa Ceballos          | Árbitra: Vanessa Ceballos |

| 15 de octubre de 2019, 17:00 | Deportivo Cuenca                                                                           | 5:1 (1:0) | Mundo Futuro     | Estadio Rodrigo Paz Delgado, Quito |                           |
|                              | Giannina Lattanzio 6', 90' · Ericka Gracia 76' · Nicole Charcopa 84' · Madelin Riera 90+4' | Reporte   | Janeth Morón 66' | Árbitra: Priscila Vásquez          | Árbitra: Priscila Vásquez |

| 15 de octubre de 2019, 19:30 | Estudiantes de Caracas | 1:4 (0:0) | Ferroviária                                                | Estadio Rodrigo Paz Delgado, Quito |                         |
|                              | Yoleidis Lizcano 88'   | Reporte   | Nathane 53', 87' · Aline Milene 78' · Luana Sartório 90+3' | Árbitra: Zulma Quiñónez            | Árbitra: Zulma Quiñónez |

| 18 de octubre de 2019, 19:30 | Ferroviária      | 1:2 (0:1) | Deportivo Cuenca                      | Estadio Olímpico Atahualpa, Quito |                         |
|                              | Aline Milene 80' | Reporte   | Ericka Gracia 31' · Madelin Riera 88' | Árbitra: Adriana Farfán           | Árbitra: Adriana Farfán |

| 18 de octubre de 2019, 19:30 | Estudiantes de Caracas                   | 2:0 (0:0) | Mundo Futuro | Estadio Rodrigo Paz Delgado, Quito |                           |
|                              | Dayana Rodríguez 6' · Génesis Flórez 32' | Reporte   |              | Árbitra: Vanessa Ceballos          | Árbitra: Vanessa Ceballos |

### Grupo C
| Equipo           | Pts. | PJ | PG | PE | PP | GF | GC | Dif. |
| ---------------- | ---- | -- | -- | -- | -- | -- | -- | ---- |
| Corinthians      | 7    | 3  | 2  | 1  | 0  | 8  | 4  | 4    |
| América de Cali  | 6    | 3  | 2  | 0  | 1  | 8  | 4  | 4    |
| Libertad-Limpeño | 4    | 3  | 1  | 1  | 1  | 5  | 3  | 2    |
| Ñañas            | 0    | 3  | 0  | 0  | 3  | 2  | 12 | -10  |

| 14 de octubre de 2019, 17:00 | Corinthians                               | 3:1 (3:0) | Ñañas                   | Estadio Olímpico Atahualpa, Quito |                       |
|                              | Millene 11' · Grazielle 14' · Juliete 31' | Reporte   | Yosneidy Zambrano 90+4' | Árbitra: Nadia Fuques             | Árbitra: Nadia Fuques |

| 14 de octubre de 2019, 19:30 | América de Cali   | 1:0 (1:0) | Libertad-Limpeño | Estadio Olímpico Atahualpa, Quito |                          |
|                              | Catalina Usme 31' | Reporte   |                  | Árbitra: Salomé Di Iorio          | Árbitra: Salomé Di Iorio |

| 17 de octubre de 2019, 17:00 | Corinthians                                 | 3:1 (1:1) | América de Cali   | Estadio Olímpico Atahualpa, Quito |                          |
|                              | Victória Albuquerque 32' · Millene 46', 56' | Reporte   | Catalina Usme 40' | Árbitra: Emikar Calderas          | Árbitra: Emikar Calderas |

| 17 de octubre de 2019, 19:30 | Ñañas | 0:3 (0:2) | Libertad-Limpeño                             | Estadio Olímpico Atahualpa, Quito |                        |
|                              |       | Reporte   | Liz Peña 37', 43' · Griselda Garay López 52' | Árbitra: Dione Rissios            | Árbitra: Dione Rissios |

| 19 de octubre de 2019, 17:00 | Libertad-Limpeño                          | 2:2 (2:0) | Corinthians                              | Estadio Olímpico Atahualpa, Quito |                          |
|                              | Liz Peña 19' · Griselda Garay López 45+3' | Reporte   | Victória Albuquerque 61' · Katiuscia 73' | Árbitra: Salomé Di Iorio          | Árbitra: Salomé Di Iorio |

| 19 de octubre de 2019, 17:00 | Ñañas             | 1:6 (0:1) | América de Cali                                                                           | Estadio Rodrigo Paz Delgado, Quito |                        |
|                              | Kerlly Corozo 50' | Reporte   | Gisela Robledo 5', 69', 85' · Anlly Taborda 75' · Rossy Caicedo 82' · Catalina Usme 90+1' | Árbitra: Dione Rissios             | Árbitra: Dione Rissios |

### Grupo D
| Equipo                  | Pts. | PJ | PG | PE | PP | GF | GC | Dif. |
| ----------------------- | ---- | -- | -- | -- | -- | -- | -- | ---- |
| UAI Urquiza             | 7    | 3  | 2  | 1  | 0  | 10 | 3  | +7   |
| Santiago Morning        | 5    | 3  | 1  | 2  | 0  | 8  | 3  | +5   |
| Medellín Formas Íntimas | 4    | 3  | 1  | 1  | 1  | 8  | 3  | +5   |
| Municipalidad de Majes  | 0    | 3  | 0  | 0  | 3  | 0  | 17 | -17  |

| 14 de octubre de 2019, 17:00 | Santiago Morning                    | 2:2 (0:0) | UAI Urquiza                         | Estadio Rodrigo Paz Delgado, Quito |                         |
|                              | Javiera Roa 6' · María Mardones 35' | Reporte   | Paula Ugarte 50' · Sofía Schell 56' | Árbitra: Zulma Quiñónez            | Árbitra: Zulma Quiñónez |

| 14 de octubre de 2019, 19:30 | Municipalidad de Majes | 0:6 (0:0) | Medellín Formas Íntimas | Estadio Rodrigo Paz Delgado, Quito |                                  |
|                              |                        | Reporte   | Tatiana Castañeda 54' · Yisela Cuesta 62' · Maireth Pérez 63' · Diana Ospina 65' · Oriánica Velásquez 89' · Laura Aguirre 90+5' | Árbitra: Rejane Caetano da Silva   | Árbitra: Rejane Caetano da Silva |

| 17 de octubre de 2019, 17:00 | Santiago Morning                                                     | 5:0 (2:0) | Municipalidad de Majes | Estadio Rodrigo Paz Delgado, Quito |                       |
|                              | María José Rojas 17', 60', 68' · Daniela Pardo 25' · Javiera Roa 65' | Reporte   |                        | Árbitra: Nadia Fuques              | Árbitra: Nadia Fuques |

| 17 de octubre de 2019, 19:30 | UAI Urquiza                                | 2:1 (1:1) | Medellín Formas Íntimas | Estadio Rodrigo Paz Delgado, Quito |                        |
|                              | Meibi Mesa 45+1' · Mariana Larroquette 61' | Reporte   | Laura Aguirre 10'       | Árbitra: María Cornejo             | Árbitra: María Cornejo |

| 19 de octubre de 2019, 19:30 | Medellín Formas Íntimas | 1:1 (1:1) | Santiago Morning      | Estadio Olímpico Atahualpa, Quito |                         |
|                              | Diana Ospina 21'        | Reporte   | Roselord Borgella 18' | Árbitra: Zulma Quiñónez           | Árbitra: Zulma Quiñónez |

| 19 de octubre de 2019, 19:30 | UAI Urquiza                                                                    | 6:0 (2:0) | Municipalidad de Majes | Estadio Rodrigo Paz Delgado, Quito |                          |
|                              | Mariana Larroquette 16', 33', 53', 64' · Paula Ugarte 55' · Marina Delgado 77' | Reporte   |                        | Árbitra: Emikar Calderas           | Árbitra: Emikar Calderas |

## Fase final
|  | Cuartos de final | Cuartos de final |                 |             | Semifinales | Semifinales |               |              | Final           | Final |  |
|  |                  |                  |                 |             |             |             |               |              |                 |       |  |
|  |                  |                  |                 |             |             |             |               |              |                 |       |  |
|  | Atlético Huila   | 2                |                 |             |             |             |               |              |                 |       |  |
|  | Atlético Huila   | 2                |                 |             |             |             |               |              |                 |       |  |
|  | Ferroviária      | 3                |                 |             |             |             |               |              |                 |       |  |
|  | Ferroviária      | 3                |                 | Ferroviária | 2           |             |               |              |                 |       |  |
|  |                  |                  |                 | Ferroviária | 2           |             |               |              |                 |       |  |
|  |                  |                  | Cerro Porteño   | 1           |             |             |               |              |                 |       |  |
|  | Deportivo Cuenca | 3 (3)            | Cerro Porteño   | 1           |             |             |               |              |                 |       |  |
|  | Deportivo Cuenca | 3 (3)            |                 |             |             |             |               |              |                 |       |  |
|  | Cerro Porteño    | 3 (4)            |                 |             |             |             |               |              |                 |       |  |
|  | Cerro Porteño    | 3 (4)            |                 |             |             |             |               | Ferroviária  | 0               |       |  |
|  |                  |                  |                 |             |             |             |               | Ferroviária  | 0               |       |  |
|  |                  |                  | Corinthians     | 2           |             |             |               |              |                 |       |  |
|  | Corinthians      | 2                | Corinthians     | 2           |             |             |               |              |                 |       |  |
|  | Corinthians      | 2                |                 |             |             |             |               |              |                 |       |  |
|  | Santiago Morning | 0                |                 |             |             |             |               |              |                 |       |  |
|  | Santiago Morning | 0                |                 | Corinthians | 4           |             |               | Tercer lugar | Tercer lugar    |       |  |
|  |                  |                  |                 | Corinthians | 4           |             |               | Tercer lugar | Tercer lugar    |       |  |
|  |                  |                  | América de Cali | 0           |             |             |               |              |                 |       |  |
|  | UAI Urquiza      | 2                | América de Cali | 0           |             |             | Cerro Porteño | 1            |                 |       |  |
|  | UAI Urquiza      | 2                |                 |             |             |             | Cerro Porteño | 1            |                 |       |  |
|  | América de Cali  | 3                |                 |             |             |             |               |              | América de Cali | 3     |  |
|  | América de Cali  | 3                |                 |             |             |             |               |              | América de Cali | 3     |  |
|  |                  |                  |                 |             |             |             |               |              |                 |       |  |

### Cuartos de final
| 21 de octubre de 2019, 17:00 | Atlético Huila       | 2:3 (1:1) | Ferroviária                   | Estadio Olímpico Atahualpa, Quito |                             |
|                              | Kena Romero 24', 57' | Reporte   | Maglia 32', 65' · Nathane 48' | Árbitro(s): Emikar Calderas       | Árbitro(s): Emikar Calderas |

| 21 de octubre de 2019, 19:30 | Deportivo Cuenca                                                                                     | 3:3 (2:2) (3:4 p.)         | Cerro Porteño                                                                                  | Estadio Olímpico Atahualpa, Quito |                             |
|                              | Madelin Riera 13', 25', 57'                                                                          | Reporte                    | Limpia Fretes 32' · Marta Agüero 38' · Dahiana Bogarín 83'                                     | Árbitro(s): Salomé Di Iorio       | Árbitro(s): Salomé Di Iorio |
|                              | | Tiros desde el punto penal |                                                                                                |                                   |                             |
|                              | Suany Fajardo · Justine Cuadra · Giannina Lattanzio · Samantha Avilés · Madelin Riera · Inés Johnson |                            | Limpia Fretes · Dahiana Bogarín · Monserrath Ayala · Ana Fleitas · Marta Agüero · Gloria Saleb |                                   |                             |

| 22 de octubre de 2019, 17:00 | Corinthians                          | 2:0 (1:0) | Santiago Morning | Estadio Olímpico Atahualpa, Quito |                           |
|                              | Giovanna Crivelari 28' · Juliete 46' | Reporte   |                  | Árbitro(s): María Cornejo         | Árbitro(s): María Cornejo |

| 22 de octubre de 2019, 19:30 | UAI Urquiza                               | 2:3 (0:0) | América de Cali                                             | Estadio Olímpico Atahualpa, Quito |                          |
|                              | Mariana Larroquette 76' · Rocío Bueno 88' | Reporte   | Gisela Robledo 61' · Farlyn Caicedo 65' · Catalina Usme 70' | Árbitro(s): Nadia Fuques          | Árbitro(s): Nadia Fuques |

### Semifinales
| 24 de octubre de 2019, 19:30 | Ferroviária                    | 2:1 (1:1) | Cerro Porteño     | Estadio Olímpico Atahualpa, Quito |                          |
|                              | Nathane 18' · Aline Milene 61' | Reporte   | Limpia Fretes 30' | Árbitro(s): Nadia Fuques          | Árbitro(s): Nadia Fuques |

| 25 de octubre de 2019, 19:30 | Corinthians                                    | 4ː0 (1:0) | América de Cali | Estadio Olímpico Atahualpa, Quito |                           |
|                              | Millene 45+3', 75' · Érika 79' · Grazielle 84' | Reporte   |                 | Árbitro(s): Dione Rissios         | Árbitro(s): Dione Rissios |

### Tercer lugar
| 28 de octubre de 2019, 17:00 | Cerro Porteño    | 1:3 (1:2) | América de Cali                                | Estadio Olímpico Atahualpa, Quito |                             |
|                              | Marta Agüero 34' | Reporte   | Gisela Robledo 18', 24' · Leysy Pulgarín 90+1' | Árbitro(s): Salomé Di Iorio       | Árbitro(s): Salomé Di Iorio |

### Final
| 28 de octubre de 2019, 19:30 | Ferroviária | 0:2 (0:0) | Corinthians                          | Estadio Olímpico Atahualpa, Quito |                             |
|                              |             | Reporte   | Giovanna Crivelari 74' · Juliete 90' | Árbitro(s): Emikar Calderas       | Árbitro(s): Emikar Calderas |

|                                |
| Bandera de Brasil              |
| Campeón Corinthians 2.º título |

## Estadísticas

### Tabla general
A continuación se muestra la tabla de posiciones segmentada acorde a las fases alcanzadas por los equipos.
| Pos. | Equipo                  | Pts. | PJ | PG | PE | PP | GF | GC | Dif. | Rend.  |
| ---- | ----------------------- | ---- | -- | -- | -- | -- | -- | -- | ---- | ------ |
| 1    | Corinthians             | 16   | 6  | 5  | 1  | 0  | 16 | 4  | 12   | 90,33% |
| 2    | Ferroviária             | 12   | 6  | 4  | 0  | 2  | 20 | 9  | 11   | 86,67% |
| 3    | América de Cali         | 12   | 6  | 4  | 0  | 2  | 14 | 11 | 3    | 80,67% |
| 4    | Cerro Porteño           | 7    | 6  | 2  | 1  | 3  | 9  | 13 | -4   | 46,67% |
| 5    | Deportivo Cuenca        | 10   | 4  | 3  | 1  | 0  | 13 | 6  | 7    | 75,55% |
| 6    | Atlético Huila          | 9    | 4  | 3  | 0  | 1  | 11 | 5  | 6    | 70,55% |
| 7    | UAI Urquiza             | 7    | 4  | 2  | 1  | 1  | 10 | 5  | +5   | 67,77% |
| 8    | Santiago Morning        | 5    | 4  | 1  | 2  | 1  | 8  | 5  | +3   | 55,55% |
| 9    | Medellín Formas Íntimas | 4    | 3  | 1  | 1  | 1  | 8  | 3  | +5   | 33,33% |
| 10   | Libertad-Limpeño        | 4    | 3  | 1  | 1  | 1  | 5  | 3  | 2    | 22,22% |
| 11   | Estudiantes de Caracas  | 3    | 3  | 1  | 0  | 2  | 4  | 7  | −3   | 22,22% |
| 12   | Peñarol                 | 1    | 3  | 0  | 1  | 2  | 3  | 5  | −2   | 11,11% |
| 13   | Colo-Colo               | 1    | 3  | 0  | 1  | 2  | 5  | 8  | −3   | 11,11% |
| 14   | Ñañas                   | 0    | 3  | 0  | 0  | 3  | 2  | 12 | −10  | 0%     |
| 15   | Mundo Futuro            | 0    | 3  | 0  | 0  | 3  | 2  | 17 | −15  | 0%     |
| 16   | Municipalidad de Majes  | 0    | 3  | 0  | 0  | 3  | 0  | 17 | −17  | 0%     |

### Goleadoras
| Jugadora            | Equipo           | Goles |
| ------------------- | ---------------- | ----- |
| Nathane             | Ferroviária      | 9     |
| Madelin Riera       | Deportivo Cuenca | 8     |
| Mariana Larroquette | UAI Urquiza      | 6     |
| Gisela Robledo      | América de Cali  | 6     |
| Kena Romero         | Atlético Huila   | 6     |